# A Frontier Providence
A Frontier Providence est un film muet américain réalisé par Otis Turner et sorti en 1913.

## Fiche technique
- Réalisation : Otis Turner
- Date de sortie : 
  - États-Unis :11 janvier 1913

## Distribution
- Eugenie Forde : la mère
- Victoria Forde : Edna Lee
- Charles Inslee : Bill French
- E.E. Tilbrook : Tom
- Harry Tenbrook : Young Bear